# Vilma Núñez de Escorcia
Vilma Núñez de Escorcia, född 29 september 1938 i Acoyapa, Nicaragua, är en nicaraguansk jurist och människorättsförsvarare. Hon är president för Centro Nicaragüense de Derechos Humanos (Nicaraguanskt Centrum för Mänskliga Rättigheter).
År 1990 Núñez med och grundade ett nicaraguanskt centrum för mänskliga rättigheter (Centro Nicaragüense de Derechos Humanos/CENIDH).
Núñez tilldelades 2011 Stieg Larsson-priset för att hon rakryggat hållit fast vid sina ideal och i stark motvind kämpat för att göra vardagen bättre för sitt lands kvinnor.

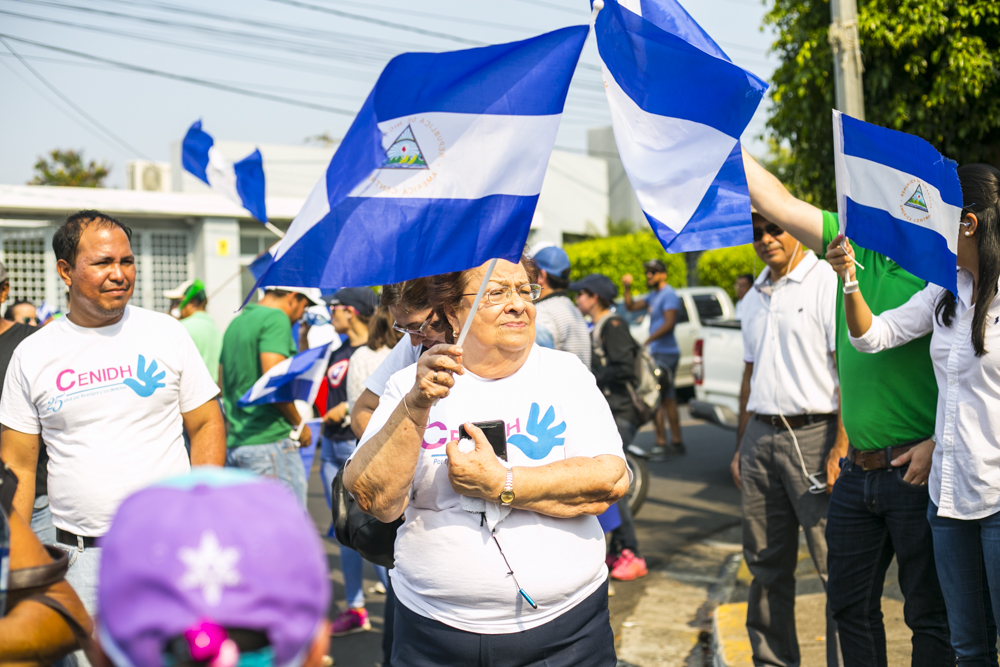
Vilma Núñez demonstrerar för demokrati och mänskliga rättigheter under regimprotesterna 2018.

Núñez var aktiv under regimprotesterna 2018.
I februari 2023 fråntogs hon sitt Nicaraguanska medborgaskap på grund av sitt arbete för mänskliga rättigheter i Niaragua.